# Sammlungen und Kunstbesitz der TU Dresden
Als Sammlungen und Kunstbesitz der Technischen Universität Dresden werden die umfangreichen künstlerischen und technischen Sammlungen der Dresdner Universität bezeichnet, die unter dem Dach der Kustodie der TU Dresden – einer zentralen Einheit der Universität – zusammengefasst sind.
Insgesamt umfassen die etwa 40 Einzelsammlungen ungefähr eine Million Objekte, angefangen von Maschinen über getrocknete Pflanzen bis hin zu Gemälden. Die Kustodie der Technischen Universität hat die Aufgabe, die Bestände zu bewahren, zu inventarisieren und in Ausstellungen zu präsentieren.
Seit Mai 2021 sind ausgewählte Objekte der Sammlungen in einer virtuellen Sammlungsdatenbank zugänglich. Mit der neuen Datenbank können der Erhalt, die Pflege und die Verwaltung der Sammlungen optimiert und die Bestände als Infrastruktur für Forschung und Lehre der TUD noch besser erschlossen werden. Auch bietet sie die Infrastruktur für die Abwicklung des Leihverkehrs der Universitätssammlungen, für die Provenienzforschung sowie die Planung von Restaurierungs- und Ausstellungsprojekten.

## Sammlungen

### Mathematisch-Naturwissenschaftliche Sammlungen
Die größte Hauptbestandsgruppe sind die mathematisch-naturwissenschaftlichen Sammlungen.

#### Herbarium Dresdense
Allein die botanische Sammlung, das sogenannte Herbarium Dresdense mit dem international gebräuchlichen Akronym „DR.“, umfasst 350.000 Pflanzenbelege aus allen Kontinenten und systematischen Gruppen. Schwerpunkt der Sammlung ist Europa. Gegliedert ist sie in das „Herbarium generale“ und das „Herbarium Cohrs“ mit jeweils weltweit gesammelten Belegen von Blütenpflanzen, das „Herbarium saxonicum“ mit Belegexemplaren von Blütenpflanzen aus Sachsen sowie das „Kryptogamen-Herbarium“, das aus Präparaten von Algen, Pilzen, Moosen und Flechten besteht. Die Sammlung enthält außerdem Belege in Form von Holzquerschnitten, Samen, Früchten und Pollen. Sie ergänzt sich mit der Ausstellung lebender Pflanzen im Botanischen Garten Dresden. Ein Teil der Objekte befindet sich in den Botanischen Sammlungen der TU Dresden im Landschloss Zuschendorf in Pirna.

#### Geologische Sammlung
Mehr als 30.000 Objekte umfasst die Geologische Sammlung mit ihren sieben Teilsammlungen. Deren größte ist die aus 15.500 Stücken bestehende Systematische Mineralsammlung. Weitere Teile sind die Petrographische, die Stratigraphische und die Dünnschliff-Sammlung, die Sammlungen der Gesteine Sachsens und der Gesteinsbaustoffe sowie die Lehrsammlung. Die Geologische Sammlung der Technischen Universität ist die zweitgrößte ihrer Art in Dresden nach der des Museums für Mineralogie und Geologie.

#### Sammlungen Chemie

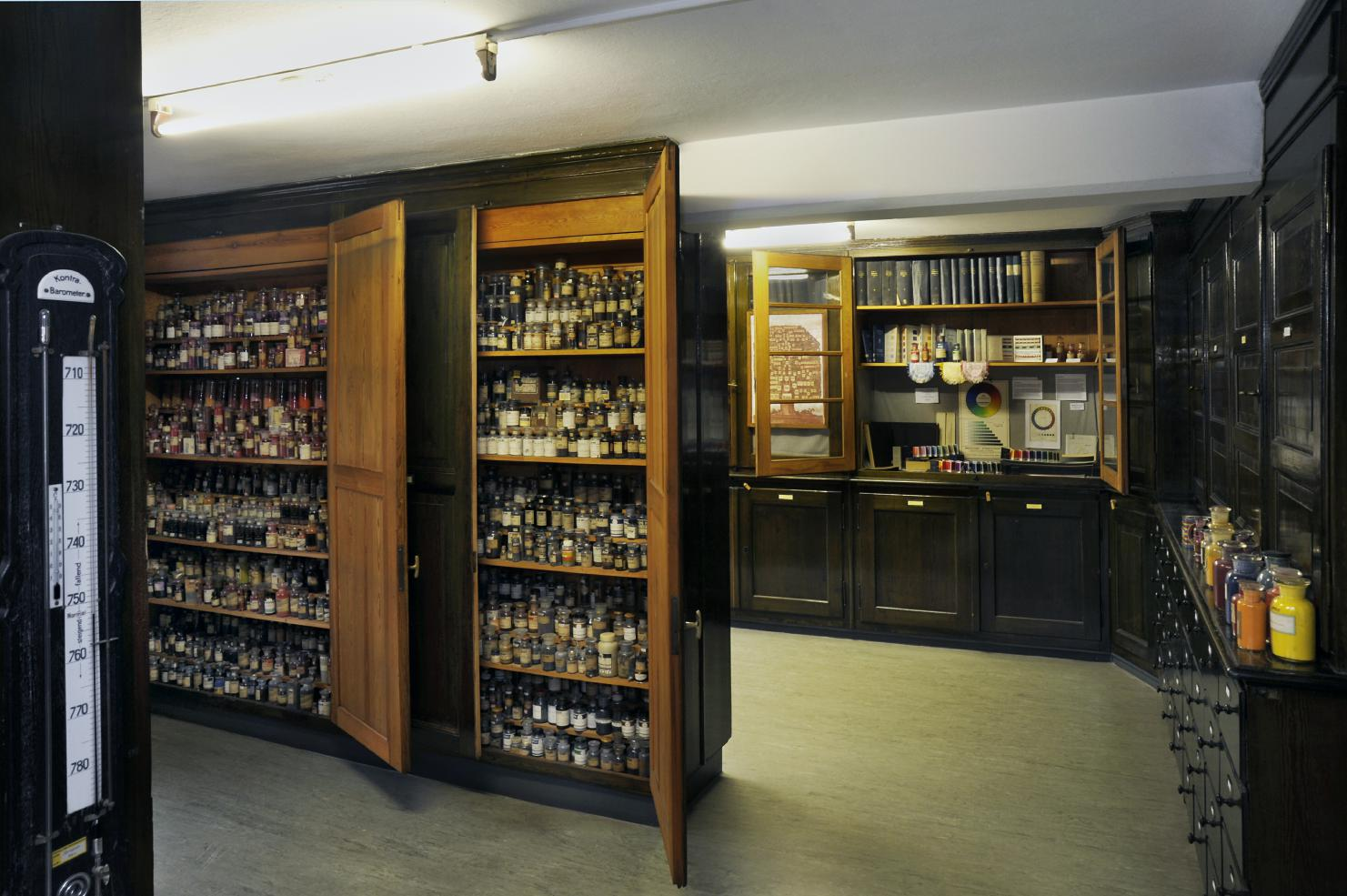
Blick in die Historische Farbstoffsammlung der TU Dresden

Zwei Sammlungen nebeneinander bestehen im Fachbereich Chemie. Die eine ist die Sammlung Anorganische Chemie. Sie enthält mehr als 1000 chemische Stoffe und über 200 Laborgeräte und ist in eine Lehrsammlung sowie eine Schausammlung untergliedert. Die andere ist die Historische Farbstoffsammlung der TU Dresden. Sie besteht aus 8000 Handelsmustern von Teerfarben in den Originalbehältnissen 80 verschiedener Hersteller und umfasst außerdem 500 Naturfarbstoffe, 800 Musterbücher und -karten sowie viele Fasermaterialien. Die Ausstattung der historischen Ausstellungs- und Depoträume stammt aus dem Jahr 1926.

#### Hermann-Krone-Sammlung
Die Hermann-Krone-Sammlung wurde 1907 von ihrem Namensgeber an die TU Dresden übergeben und enthält unter anderem 141 Lehrtafeln aus dem „Historischen Lehrmuseum für Photographie“. Kernstück der Sammlung sind 10 Tafeln mit ca. 120 Daguerreotypien und diverse Fotoapparate.

#### Sammlung Farbenlehre
Seit 2005 im Aufbau befindet sich neben der Farbstoff- und der Hermann-Krone-S. eine dritte Sammlung zum Themenkomplex Licht und Farbe. Dabei handelt es sich um die Sammlung Farbenlehre, die Zeit-, Sach- und Personenzeugnisse historischer Entwicklungen auf diesem interdisziplinären Gebiet in Mitteldeutschland bewahrt und zu Lehr- und Forschungszwecken zusammenführt.

#### Weiteres
Modellsammlungen sind die Kartographische Reliefsammlung, die maßstabsgetreue Gipsmodelle von Landschaftsformationen enthält, sowie die Sammlung Mathematische Modelle mit ihren etwa 400 Objekten zur darstellenden und analytischen Geometrie, die aus Holz, Gips, Karton, Metallen oder Seide gefertigt wurden.

### Technische Sammlungen
Von hoher Vielfalt sind die technischen Sammlungen. An der Fakultät Elektrotechnik bestehen beispielsweise die Sammlungen Schwachstrom- und Feingerätetechnik sowie Historische Elektromaschinen. Erstere enthält mehr als 2000 Objekte, darunter Messgeräte, Elektronenröhren, Mikrofone und Schalter. Die zweite Sammlung setzt sich aus etwa 70 Elektromaschinen und einigen Schnittmodellen zusammen, darunter Wechsel-, Gleich- und Drehstrommaschinen.
Ebenfalls zwei Sammlungen unterhält das Institut für Produktionstechnik an der Fakultät Maschinenwesen. Die Mechanisch-Technologische Sammlung besteht aus über 500 Halbfabrikaten, Maschinenmodellen und Arbeitsmitteln. Dagegen sind etwa 60 Längenmessgeräte, zum Beispiel Koordinatenmessgeräte, Gegenstand der Sammlung Längenmesstechnik. Weitere Sammlungen an der Fakultät Maschinenwesen sind die Getriebemodellsammlung mit ihren 200 beweglichen Getriebemodellen aus Holz, Glas oder Plexiglas sowie die Sammlung Landtechnik. Diese umfasst 34 Messgeräte und Versuchsanlagen sowie mehrere in den 1960er Jahren oder vorher gebaute Traktoren.
Messinstrumente sind außerdem der wesentliche Bestandteil der Hydrologischen Sammlung und der Astronomisch-geodätischen Sammlung. Weitere technische Sammlungen sind die Sammlung historische Medizintechnik der ehemaligen MedAk, die Sammlung historische Rechenmaschinen mit 145 Objekten, unter anderem den in Dresden entwickelten Automaten D1 bis D4a, sowie die Sammlung Verbrennungsmotoren und Kraftfahrzeugtechnik.

### Weitere Sammlungen
Die Architektursammlung wurde 1897 von Cornelius Gurlitt begründet und enthält heute Pläne und Zeichnungen von etwa 1000 vorwiegend in Sachsen stehenden Gebäuden. Sie stammen von Studenten oder namhaften Dresdner Architekten, die an der TU Dresden und ihren Vorgängern gewirkt haben, und sind größtenteils Unikate. Ergänzt werden die Zeichnungen von Stadt- und Katasterplänen.
Die Forstlichen Sammlungen befinden sich am Standort der forstwissenschaftlichen Institute der TU Dresden in Tharandt. Sie gliedern sich in eine Forstbotanische Sammlung, die Forstmessgerätesammlung mit 153 Objekten zur Vermessung von Bäumen sowie eine Forstzoologische Sammlung. Letztere besteht unter anderem aus vielen Tierpräparaten sowie 300 Stücken über von ihnen verursachte typische Schadbilder des Waldes.
Die als Forstliche- und Jagdkundliche Lehrschau der TU Dresden, Fachrichtung Forstwissenschaften Tharandt, und zuletzt als so genanntes Museum des Waldes bezeichneten, eigenständigen, abgeschlossene Sammlungen befinden sich seit 2004 in Dauerleihe bei der Akademie der Sächsischen Landesstiftung Natur und Umwelt in Grillenburg bzw. Tharandt.
Sie umfassen sechs eigenständige Sammlungen mit insgesamt mehr als 1.500 Objekten:
Waffensammlung, Forstgerätesammlung, Forsteffektensammlung, Tierpräparatesammlung, Trophäensammlung, Cotta-Zimmer und Sonstiges. Ausstellungsort ist seit 1966 das Jagdschloss Grillenburg im Tharandter Wald.
Weitere Sammlungen werden im Universitätsarchiv der Technischen Universität Dresden aufbewahrt.

### Kunstbesitz
Der Besitz an Werken der Bildenden Kunst ist in fünf Bestandsgruppen untergliedert und umfasst über 3000 Objekte von großer Bandbreite. Dazu zählen Plastiken, Gemälde, Aquarelle, Gouachen, Zeichnungen und Grafiken. Einzig der Altkunstbesitz stammt noch aus der Zeit vor dem Zweiten Weltkrieg. Dabei handelt es sich um etwa 150 Werke, die nicht von den Zerstörungen infolge der Luftangriffe auf Dresden 1945 oder anschließender Plünderungen betroffen waren, darunter Büsten, Lithografien und Kupferstiche.
Vom Altkunstbesitz heben sich die vier anderen Bestandsgruppen in der Tatsache ab, dass sie alle größtenteils ab 1952 planmäßig dazu aufgebaut wurden, die Räume und Gebäude der Universität mit Kunstwerken zu verschönern. Mittlerweile dient die Hälfte des Kunstbesitzes diesem Zweck. Zu unterscheiden sind zunächst die Baugebundene Kunst und die Beweglichen Kunstwerke. Die erste Gruppe ist im öffentlichen Raum, also zumeist an oder in Gebäuden, installiert und besteht aus etwa 90 Wandmalereien, Reliefs, Monumentalplastiken und dergleichen. Im Gegensatz dazu ist die andere Gruppe, wie ihre Bezeichnung schon verrät, nicht fest an einen Ort gebunden. Sie umfasst etwa 2000 Werke aus den Bereichen Malerei, Grafik und Kleinplastik, die gezielt als Neuerwerb oder als Übereignung beziehungsweise Stiftung, zum Beispiel durch die Nerlich-Stiftung, in den Bestand gelangten.
Die beiden übrigen Gruppen im Kunstfundus der TU Dresden sind die Auftragswerke und der sogenannte Kunstbesitz des Klinikums. Letzterer stellt eine Sammlung von beweglichen Werken aller Art dar, die von der Gründung der Medizinischen Akademie Carl Gustav Carus 1954 bis zu deren Anschluss an die TU als Medizinische Fakultät im Oktober 1993 gesammelt worden sind. Am Institut für Geschichte der Medizin befindet sich die Grafiksammlung „Kunst in der Medizin – Medizin in der Kunst“, die hauptsächlich aus Grafiken zum Thema Medizin akquiriert wurde. Die Gruppe der Auftragswerke besteht im Wesentlichen aus Porträts bedeutender Wissenschaftler und Rektoren der TU.

## Standorte und Ausstellungen

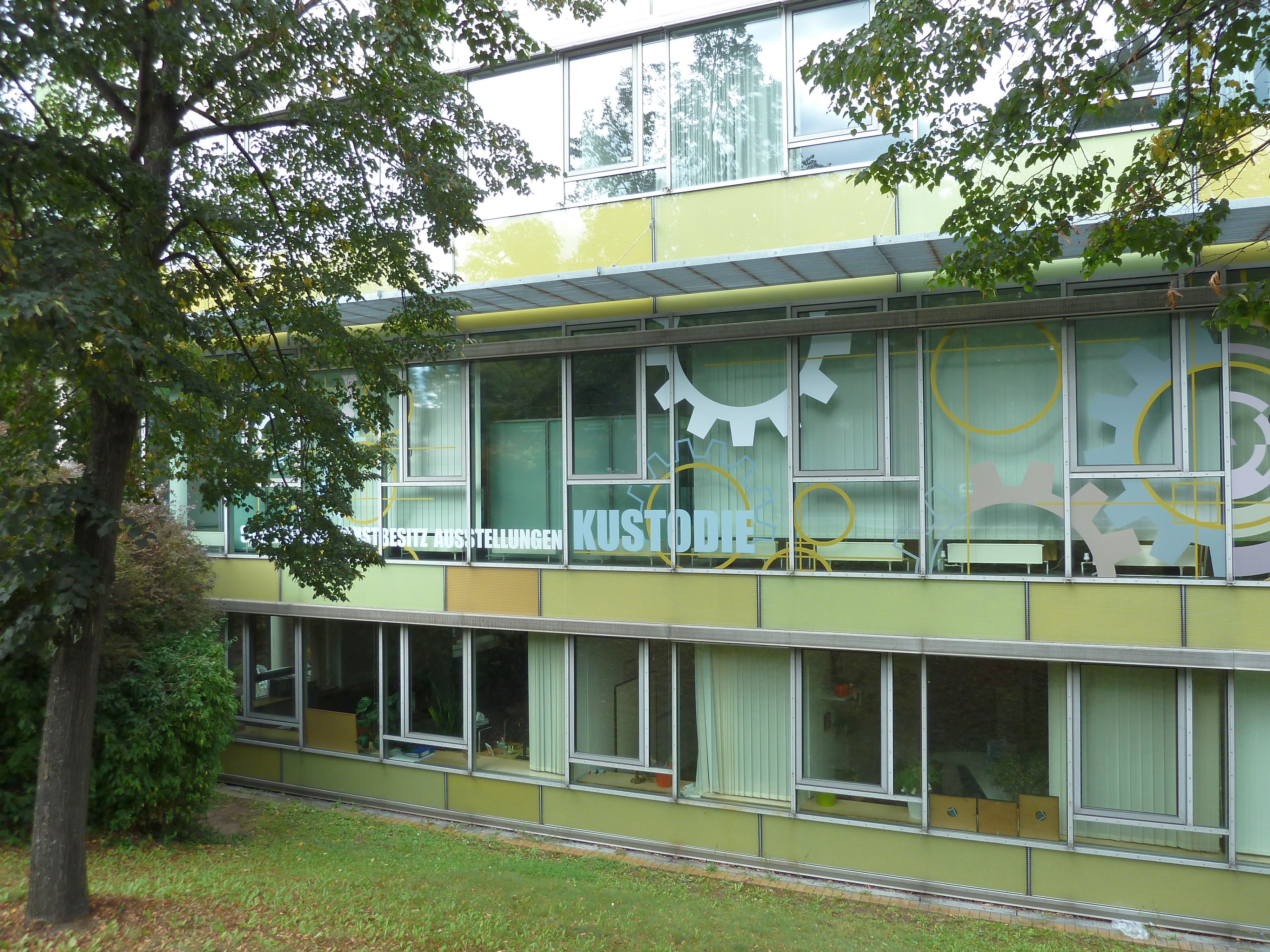
Ständige Ausstellung im Bürogebäude Zellescher Weg

Die Sammlungen der TU Dresden sind an vielen verschiedenen Standorten auf dem TU-Campus untergebracht. Weitere Dresdner Museen in der Umgebung sind die Gedenkstätte Münchner Platz sowie das Buchmuseum der SLUB.

### Ständige Ausstellung
Im sogenannten Bürogebäude Zellescher Weg 17 (Geb. A) wurde 2003 anlässlich des 175. Gründungsjubiläums der Technischen Universität Dresden eine ständige Ausstellung zur Geschichte dieser Hochschule eingerichtet. Die zur Schau gestellten Sachzeugen, unter ihnen auch einige technischen Geräte, sind mittlerweile in vielen Fällen von hohem musealem Wert.

### Universitätssammlungen Kunst + Technik

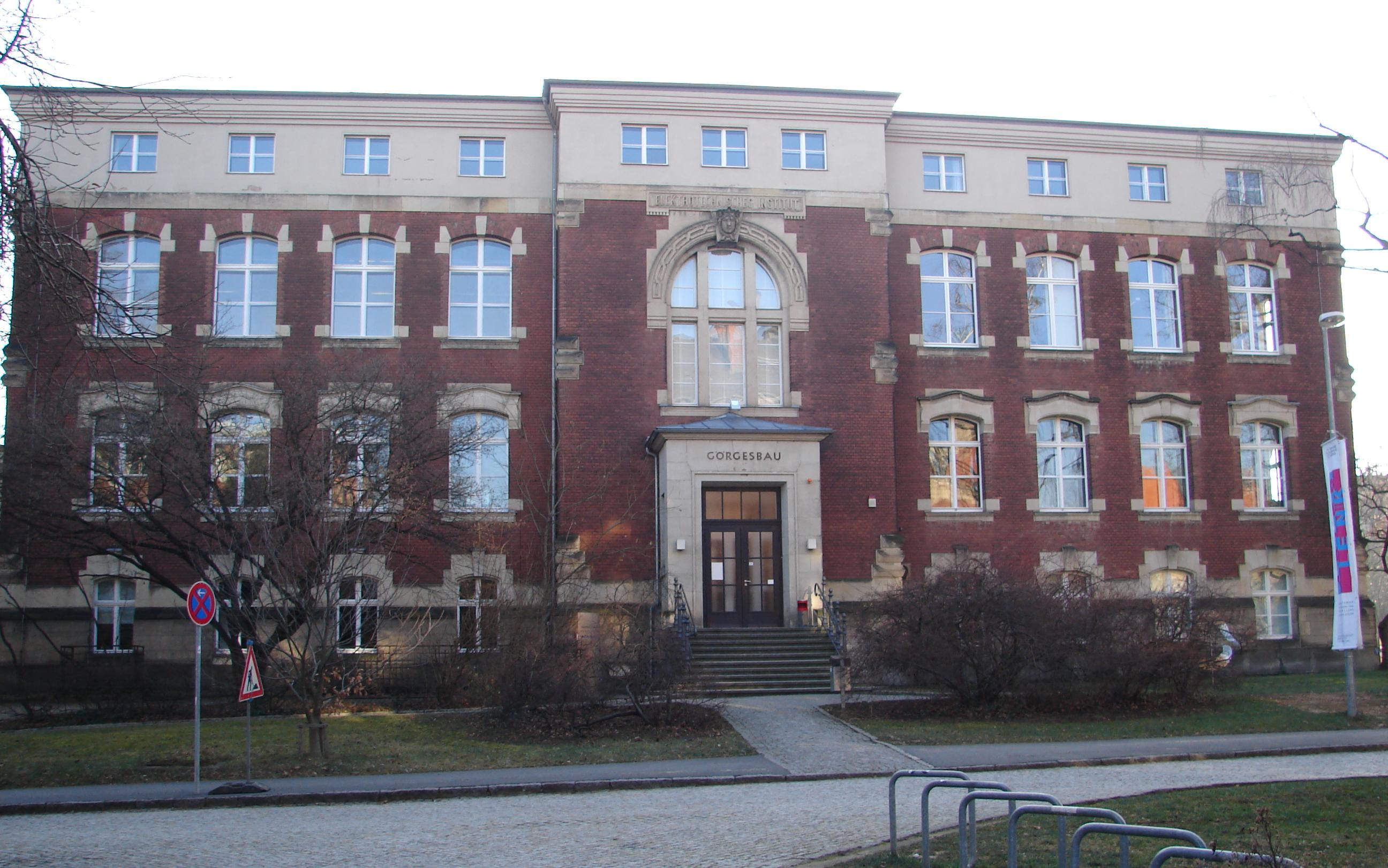
Görges-Bau der TU Dresden

Ebenfalls 2003 entstanden unter dem Namen Universitätssammlungen Kunst + Technik wechselnde Ausstellungen in der „Altanagalerie“ im Görges-Bau. In den ersten Jahren ihres Bestehens zogen sieben stark beachtete Ausstellungen über 100.000 Besucher an. Ausgestellt worden sind neben Zeitgenössischer Kunst auch technikgeschichtliche Exponate.

### Museum des Waldes
Die Ausstellung der im Abschnitt „Weitere Sammlungen“ beschriebenen Sammlungen im Museum des Waldes, erfolgte im Jagdschloss Grillenburg im Tharandter Wald, etwa 20 Kilometer südwestlich von Dresden. Sie ging auf die 1953–66 an diesem Ort eingerichtete Forstliche und Jagdkundliche Lehrschau zurück und informierte auf über 500 Quadratmetern Ausstellungsfläche über Forstwirtschaft und Jagdwesen in Deutschland. Zu sehen waren insgesamt etwa 500 Exponate, darunter für diese Zwecke gebrauchte Geräte sowie Präparate und Abbildungen. So fanden sich darunter etwa 100 Jagdwaffen aus vier Jahrhunderten, von der Armbrust über Flinten bis hin zu Kalten Waffen, und für Wilderer typischen Tierfallen. Außerdem gehörten eine einzigartige sächsische Forstuniformsammlung, Vorrichtungen zur Baumharzgewinnung und weitere Forstwirtschaftsgeräte dazu. Teile des Nachlasses der Familie des im benachbarten Tharandt verstorbenen Begründers der dortigen Forstlehranstalt Heinrich Cotta, heute Fachrichtung Forstwissenschaften der TU Dresden, befanden sich im so genannten Cotta-Zimmer. Der Sammlungsbetrieb ging 2004 auf die Akademie der Sächsischen Landesstiftung Natur und Umwelt über. Seit 2008 sind die Sammlungen ausgelagert, da das Schloss rekonstruiert und laut Beschluss des sächsischen Kabinetts vom 25. Januar 2011 Sitz der Sächsischen Landesstiftung Natur und Umwelt werden soll.

## Geschichte
Die Geschichte der einzelnen Sammlungen verlief recht unterschiedlich voneinander. Einige unter ihnen gehen direkt auf den Sammlungstrieb von Wissenschaftlern des 19. Jahrhunderts zurück. So wurde beispielsweise der Grundstock für die Getriebemodellsammlung bereits um 1830 durch Johann Andreas Schubert gelegt. Weitere bereits im 19. Jahrhundert gegründete Sammlungen sind die Farbstoff- und die Geologische Sammlung sowie die Sammlungen der Elektro- und Rechenmaschinen und der astronomischen Messinstrumente. Der erste sächsische König Friedrich August I. begründete Anfang des 19. Jahrhunderts die Botanische Sammlung, die 1875 vom Kgl. Naturhistorischen Museum an das damalige Kgl. Polytechnikum überging.
Angelegt wurden die Einzelsammlungen ursprünglich zu Lehrzwecken. Viele der zusammengetragenen Lehrmittel veralteten jedoch durch den rasanten technischen Fortschritt zügig und waren anschließend oftmals für mehrere Jahrzehnte eingelagert. Ein Teil von ihnen ging im Zweiten Weltkrieg unwiederbringlich verloren. Erst danach begann das Interesse für die Sachzeugen zu steigen, deren musealer Wert erkannt wurde. Zu ihrer Erhaltung und wissenschaftlicher Erschließung wurde 1979 eine Kustodie eingerichtet. Erst nach 2000 wurden umfassende dauerhafte Ausstellungen einzelner Sammlungsteile konzipiert.